# Economisirea energiei
Economisirea energiei este efortul de a reduce consumul de energie⁠(d) risipitor prin utilizarea a mai puține servicii energetice. Acest lucru se poate realiza prin utilizarea mai eficientă a energiei (folosind din ce în ce mai puține resurse de energie pentru un serviciu continuu) sau prin schimbarea comportamentului cuiva pentru a utiliza surse de energie din ce în ce mai puține (de exemplu, prin conducerea vehiculelor care consumă energie regenerabilă sau o consumă mai eficient). Economisirea energiei poate fi realizată prin utilizarea sa eficientă⁠(d), care are și alte avantaje, cum ar fi o reducere a emisiilor de gaze cu efect de seră⁠(d) și o amprentă de carbon mai mică, precum și economii de costuri, apă și energie.
Practicile ingineriei ecologice⁠(d) îmbunătățesc ciclul de viață al componentelor mașinilor care convertesc energia dintr-o formă în alta.
Energia poate fi economisită prin reducerea deșeurilor și a pierderilor, îmbunătățirea eficienței prin îmbunătățiri tehnologice, îmbunătățirea utilizării și a întreținerii, modificarea comportamentului utilizatorilor prin instruire sau optimizarea activității utilizatorilor, monitorizarea aparatelor, mutarea activităților energointensive din orele de vârf și furnizarea de recomandări pentru economisirea energiei. Observarea utilizării aparatului, stabilirea unui profil de utilizare a energiei și dezvăluirea tiparelor de consum de energie în circumstanțe în care energia este utilizată prost pot identifica obiceiurile și comportamentele utilizatorilor în consumul de energie. Profilul energetic al aparatelor ajută la identificarea aparatelor ineficiente, cu consum mare de energie și sarcină energetică mare. Variațiile sezoniere influențează, și ele, în mare măsură încărcarea energetică, deoarece se folosește mai mult aer condiționat în anotimpurile mai calde și încălzirea în anotimpurile mai reci. Atingerea unui echilibru între sarcina energetică și confortul utilizatorului este complexă, dar esențială pentru conservarea energiei. Pe scară largă, câțiva factori afectează tendințele consumului de energie, inclusiv problemele politice, evoluțiile tehnologice, creșterea economică și preocupările de mediu.